# بيت النجادة (حيفا)
بيت النجّادة (حيفا) هو مركز استُخدم لإيواء المقاومين العرب الذين قدموا إلى فلسطين ابان النكبة عام 1948. وسُمي بهذا الاسم لأن هؤلاء المقاومين جاءوا إلى فلسطين بهدف النجدة فاُطلق عليهم لقب «النجّادة». كان البيت قبل النكبة مركز اصلاح اهلي في حيفا لكنه حُوّل ابان النكبة ليكون مركز لإيواء المقاومين العرب حيث سكنوا فيه بهدف الدفاع عن المدينة.

## قبل النكبة
استُخدم المركز قبل النكبة كمركز اصلاح اهلي لمدينة حيفا، حيث كان أحد أهم الأماكن في المدينة لكونه عنوانًا رئيسيًا لشكاوى السكان وحل مشاكلهم التقنية وخلافاتهم الداخلية والإصلاح بينهم. كما انه وُظّف ليكون ديوانًا للاجتماعات ولاستقبال الوافدين من أهالي حيفا وخارجها فشكّل مكانًا مهمًا يجلس فيه مختار حيفا وجاهات الصلح وقيادات حيفا السياسية والاجتماعية.

## الموقع
يقع البيت في شارع صلاح الدين في المدخل الرئيسي لمدينة حيفا من بوابتها الشرقية. يتمتع البيت بموقع استراتيجي مهم اذ يطل على البحر وعلى طريق لبنان. يتكون البيت من ثلاثة طوابق وشرفة كبيرة على السطح وسور يحيط بالمنزل على جانب الطريق. كان البيت مجاورًا لحي الحليصة ولبعض قصور أغنياء حيفا والعرب مثل قصر الملك عبد الله، ملك الأردن السابق الذي استعمله بهدف الاستجمام في فصل الصيف نظرًا لموقعه البحري. لاحقًا تم هدم القصر وبناء جسر مكانه يربط مدخل حيفا الشرقي بمنطقة الهادار.

## أهميته
عندما بدأت محاولات العصابات الصهيونية احتلال المدينة عام 1948، شكّل البيت عقبة أساسية بوجهها بسبب تمركز المقاومين العرب فيه وبسبب موقعه الاستراتيجي الذي اطل على طريق لبنان وهو الطريق الرئيسي الذي أمدّ العرب بالسلاح، لذلك اعتبرت العصابات الصهيونية ان سقوط البيت سوف يسهل لها الطريق لاحتلال باقي المدينة.
وقعت في منطقة البيت ثلاث معارك حيث نجحت عصابة الهاجاناه بالاستيلاء على البيت في المعركة الأولى لكن المقاومين العرب تمكنوا من استعادته في المعركة الثانية. اعتبرت القوات الصهيونية ان سقوط البيت شرط أساسي لسقوط حيفا فقامت باتباع خطة جديدة وهي الاستيلاء على كل بيوت حي الحليصة والنبي شعلان حتى الوصول إلى منطقة بيت النجّادة والاستيلاء عليه، وتمكنت عصابة الهاجاناه من تطبيق خطتها فتمكنت من الاستيلاء على حي الحليصة والنبي شعلان ثم شنت هجوما أقوى وأشرس على بيت النجّادة بتاريخ 22 نيسان\ أبريل عام 1948م وقذفته بقذائف المدفعية والرصاص من كل الاتجاهات مما أدى إلى استشهاد كل من كانوا في البيت من المقاومين العرب.

## البيت في الحاضر
ما زال بيت النجّادة قائمًا إلى يومنا هذا لكنه تحول حتى عام 1993م إلى ملكية شركة «عميدار» الصهيونية التي تدير أملاك اللاجئين، من ثم تحول إلى ملكية بلدية حيفا وأقامت كنيسًا يهوديًا في الطابق الأول من البيت. لكن مبنى البيت ما زال كما هو، وما زالت معلقة عليه يافطة باللغة العربية كتب عليها «مركز الإصلاح الأهلي».  